# Liste der Biografien/Vau
Liste der Biografien |
Portal Biografien |
Personensuche
# |
A |
B |
C |
D |
E |
F |
G |
H |
I |
J |
K |
L |
M |
N |
O |
P |
Q |
R |
S |
T |
U |
V |
W |
X |
Y |
Z |
?
 
Va |
Vd |
Ve |
Vh |
Vi |
Vj |
Vl |
Vn |
Vo |
Vr |
Vs |
Vt |
Vu |
Vy
 
Vaa |
Vab |
Vac |
Vad |
Vae |
Vaf |
Vag |
Vah |
Vai |
Vaj |
Vak |
Val |
Vam |
Van |
Vap |
Vaq |
Var |
Vas |
Vat |
Vau |
Vav |
Vaw |
Vax |
Vay |
Vaz
Die Liste der Biografien führt alle Personen auf, die in der deutschsprachigen Wikipedia einen Artikel haben. Dieses ist eine Teilliste mit 198 Einträgen von Personen, deren Namen mit den Buchstaben „Vau“ beginnt.

## Vau

### Vaub
- Vauban, Sébastien Le Prestre de (1633–1707), französischer General und Festungsbaumeister, Marschall von FrankreichSébastien Le Prestre de Vauban (1633–1707)

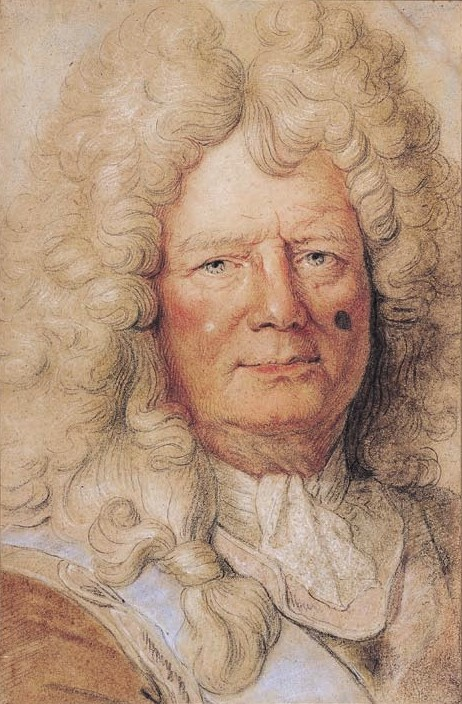
Sébastien Le Prestre de Vauban (1633–1707)

- Vaubel, Eberhard (1935–2019), deutscher Leichtathlet und Sportjournalist
- Vaubel, Roland (1948–2024), deutscher Ökonom
- Vauboulon, Henri Habert de († 1692), französischer Gouverneur auf der Île Bourbon
- Vaubourgoin, Julien-Fernand (1880–1952), französischer Organist, Komponist und Musikpädagoge
- Vaubourgoin, Marc (1907–1983), französischer Komponist
- Vaubourzeix, Thomas (* 1989), französischer Radrennfahrer

### Vauc
- Vaucaire, Cora (1918–2011), französische Chansonsängerin
- Vaucanson, Jacques de (1709–1782), französischer Ingenieur, Erfinder und Flugpionier
- Vaucanu, Émile (1864–1894), französischer Kupferstecher und Zeichner
- Vauchel, Jean (1782–1856), deutscher Geigenbauer
- Vaucher, Alcide (1934–2022), Schweizer Radrennfahrer
- Vaucher, Alfred (1833–1901), Schweizer Mediziner und Politiker
- Vaucher, Annelise (* 1952), Schweizer Standesbeamtin und Politikerin (SVP/PBD)
- Vaucher, Charles-André (1915–1997), Schweizer Ornithologe, Naturfotograf, Naturschützer und Sachbuchautor
- Vaucher, Denis (1898–1993), Schweizer Offizier und Skisportler
- Vaucher, Éduard (1847–1920), französischer lutherischer Theologe
- Vaucher, Gabriel Constant (1768–1814), Schweizer Historienmaler des Klassizismus
- Vaucher, Jean-Pierre (1763–1841), Schweizer Theologe und Botaniker
- Vaucher, Paul (1887–1966), Historiker, Hochschullehrer und Autor
- Vaucher, Sandrine (* 1971), Schweizer Freestyle-Skierin
- Vaucher, Thomas (* 1980), Schweizer Autor, Musiker, Schauspieler und Lehrer
- Vaucher, Yvette (1929–2023), Schweizer BergsteigerinYvette Vaucher (1929–2023)

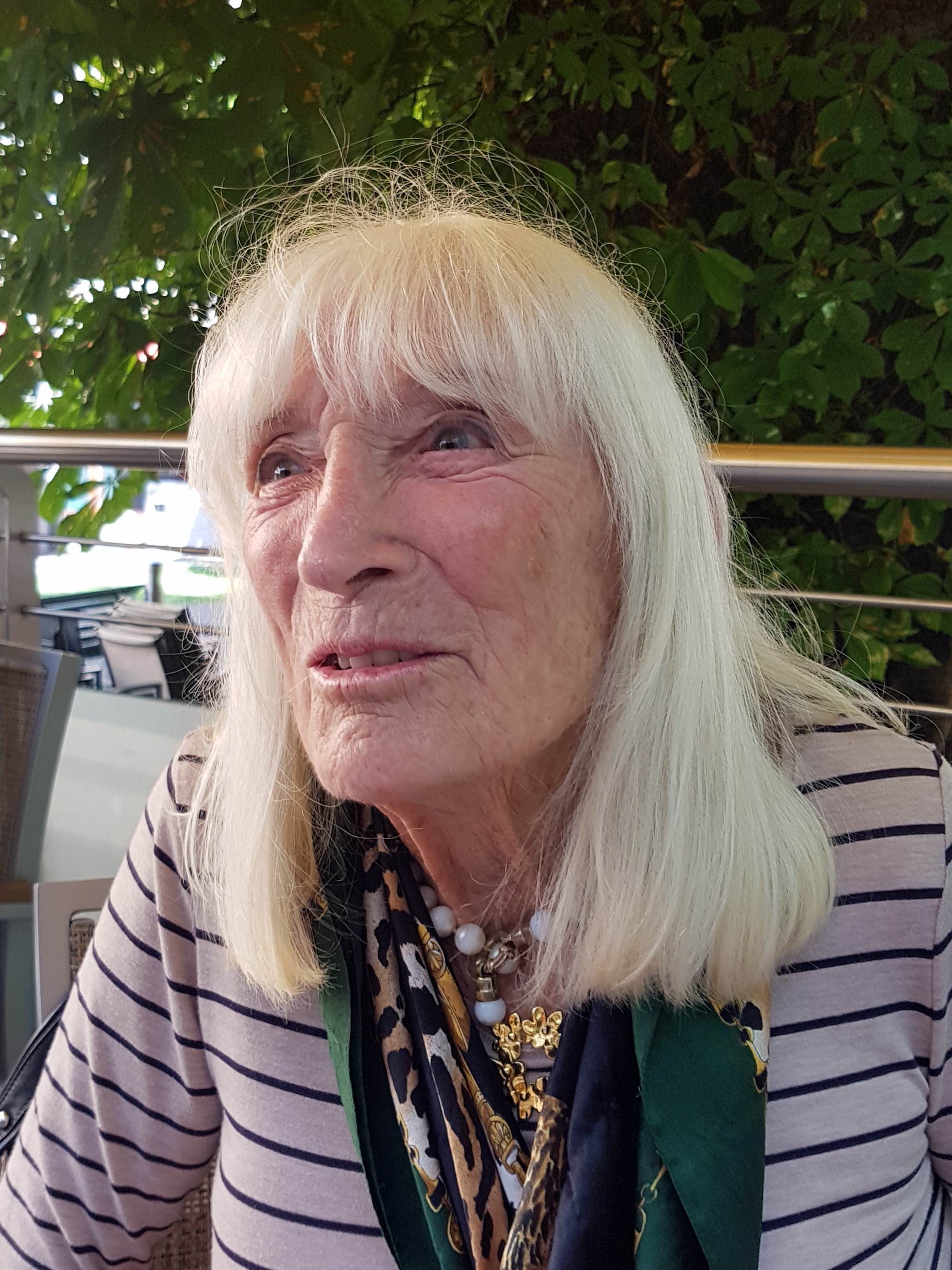
Yvette Vaucher (1929–2023)

- Vauchez, André (* 1938), französischer Historiker
- Vauck, Wilhelm (1896–1968), deutscher Mathematiker und Kryptoanalytiker
- Vauclair, Julien (* 1979), Schweizer Eishockeyspieler und -funktionär
- Vauclair, Tristan (* 1985), Schweizer Eishockeyspieler
- Vaucouleurs, Gérard-Henri de (1918–1995), französisch-amerikanischer Astronom

### Vaud
- Vaudan, Emmanuel (* 1971), Schweizer Skibergsteiger, Berg- und Marathonläufer
- Vaudé-Green, Madame (1822–1902), französische Fotografin
- Vaudecrane, Jacqueline (1913–2018), französische Eiskunstläuferin und Eiskunstlauf-Trainerin
- Vaudoncourt, Guillaume de (1772–1845), französischer General und Kriegshistoriker
- Vaudoyer, Jean-Louis (1883–1963), französischer Essayist, Kunsthistoriker, Dichter und Romancier
- Vaudoyer, Léon (1803–1872), französischer Architekt
- Vaudremer, Émile (1829–1914), französischer Architekt
- Vaudreuil, Louis-Philippe de (1724–1802), französischer Offizier, zweithöchster Kommandant der französischen Marine während des Amerikanischen Unabhängigkeitskrieges
- Vaudreuil, Louis-Philippe de Rigaud de (1691–1763), französischer Admiral
- Vaudry, Simone (1906–1993), französische Filmschauspielerin

### Vaug
- Vaugelas, Claude Favre de (1585–1650), französischer Literat und Philologe
- Vaughan Tremmel, Red (* 1970), US-amerikanische Installations- und Videokünstlerin
- Vaughan Williams, Ralph (1872–1958), englischer Komponist und DirigentRalph Vaughan Williams (1872–1958)

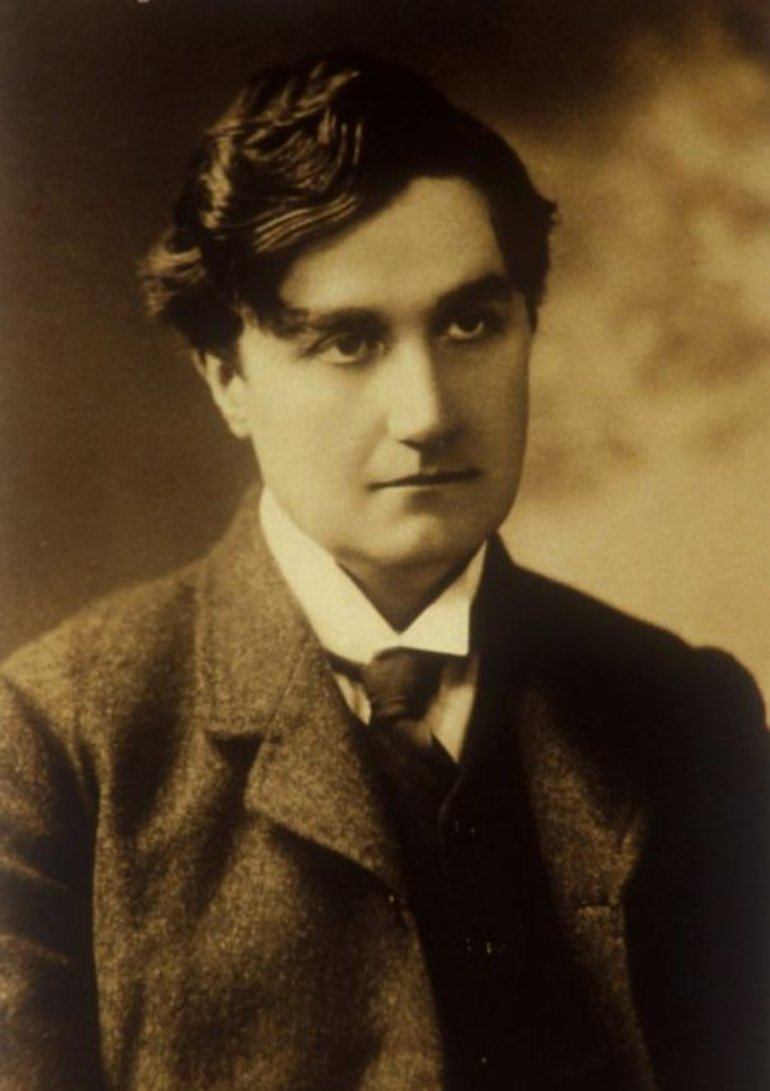
Ralph Vaughan Williams (1872–1958)

- Vaughan, Anna (1940–2021), britische Regisseurin, Choreographin, Tänzerin, Professorin und Dozentin
- Vaughan, Austin Bernard (1927–2000), US-amerikanischer römisch-katholischer Geistlicher und Weihbischof in New York
- Vaughan, Bernard (1847–1922), britischer Priester und Autor
- Vaughan, Brian K. (* 1976), US-amerikanischer Comicautor
- Vaughan, Clyde (* 1962), US-amerikanisch-englischer Basketballspieler
- Vaughan, Crawford (1874–1947), australischer Politiker (Labor Party), Premierminister von South Australia
- Vaughan, David (* 1981), kanadischer Snowboarder
- Vaughan, David (* 1983), walisischer Fußballspieler
- Vaughan, Derek (* 1961), britischer Politiker (Labour Party), MdEP
- Vaughan, Dorothy (1910–2008), US-amerikanische Mathematikerin
- Vaughan, Frankie (1928–1999), britischer Popsänger
- Vaughan, George Edgar (1907–1994), britischer Botschafter
- Vaughan, Greg (* 1973), US-amerikanischer SchauspielerGreg Vaughan (* 1973)

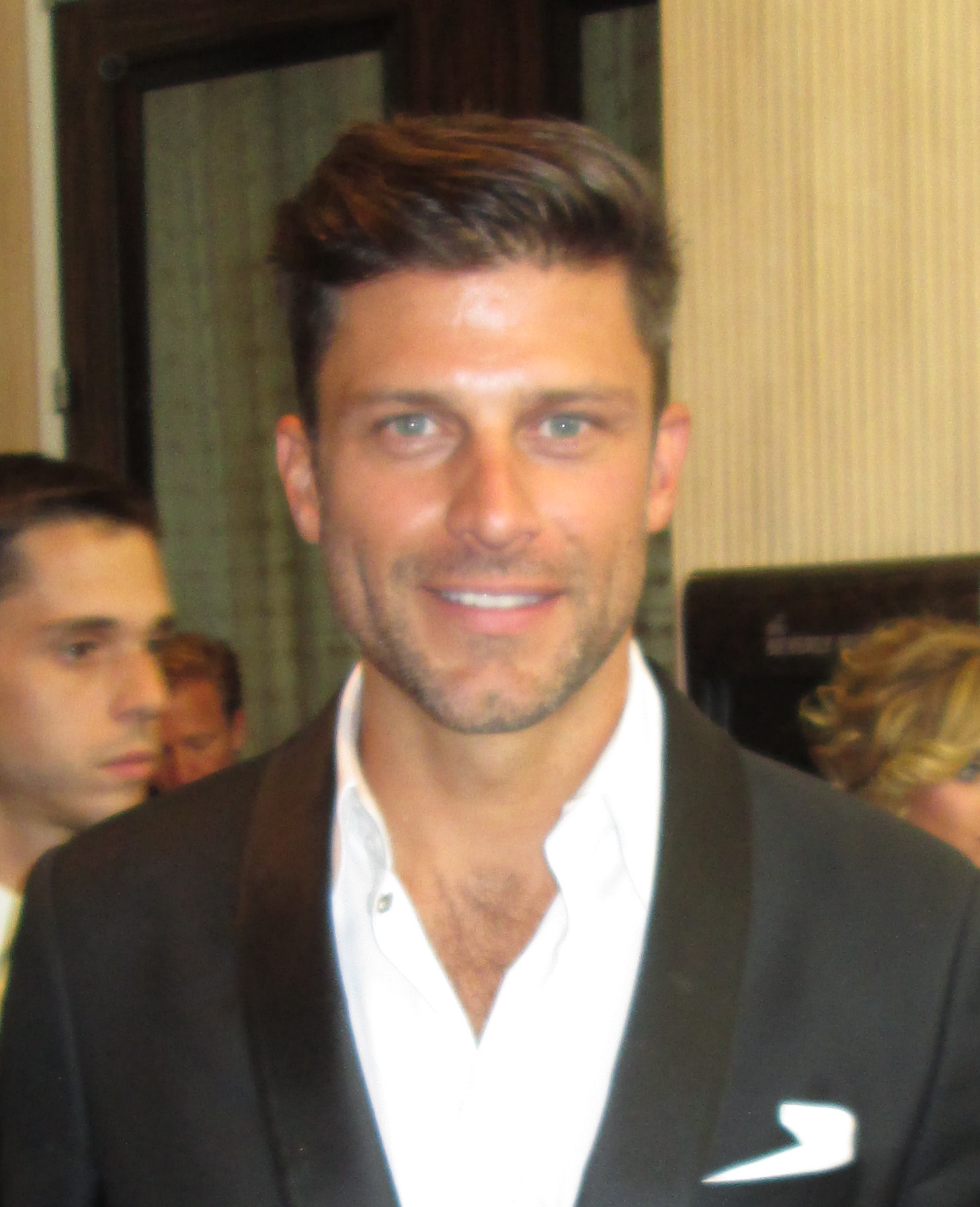
Greg Vaughan (* 1973)

- Vaughan, Hector William, amerikanischer Fotograf und Erfinder
- Vaughan, Henry († 1695), walisischer Dichter
- Vaughan, Henry († 1917), US-amerikanischer Architekt
- Vaughan, Herbert (1832–1903), englischer katholischer Theologe und Kardinal
- Vaughan, Horace Worth (1867–1922), US-amerikanischer Jurist und Politiker
- Vaughan, James (* 1988), englischer Fußballspieler
- Vaughan, Janet (1899–1993), britische Ärztin
- Vaughan, Jenson, kanadischer Sänger, Songwriter und Komponist
- Vaughan, Jimmie (* 1951), US-amerikanischer Bluesrockgitarrist und -sängerJimmie Vaughan (* 1951)

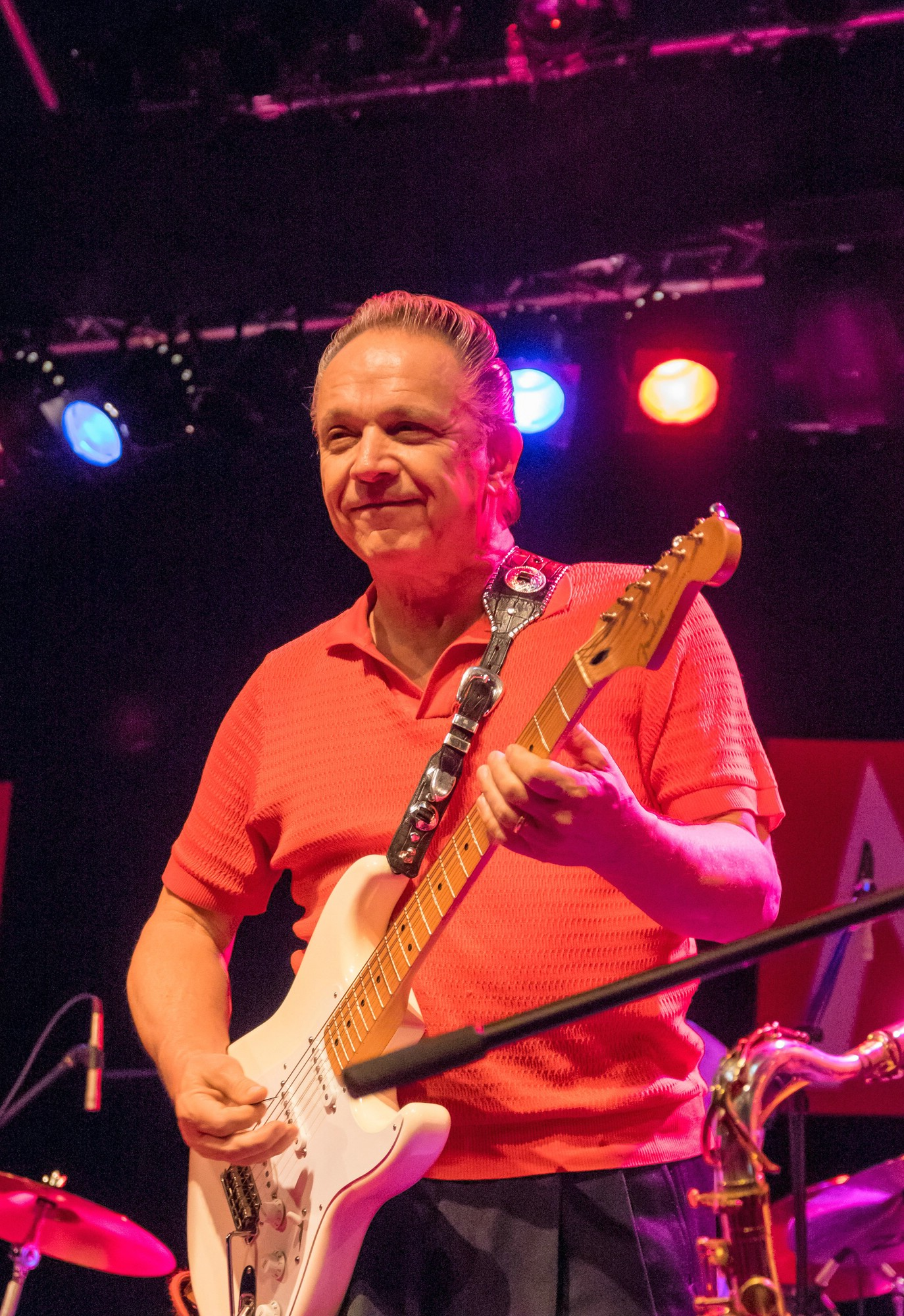
Jimmie Vaughan (* 1951)

- Vaughan, John († 1795), britischer Generalleutnant und Politiker
- Vaughan, John 8. Earl of Lisburne (1918–2014), walisischer Adliger, Barrister und Unternehmer
- Vaughan, John Stephen (1853–1925), britischer Geistlicher, römisch-katholischer Weihbischof in Salford
- Vaughan, Kate (1852–1903), englische Tänzerin und Burlesque-Schauspielerin
- Vaughan, Kehinde (* 1961), nigerianische Sprinterin
- Vaughan, Leona Kate (* 1995), britische Schauspielerin
- Vaughan, Martin (1931–2022), australischer Schauspieler
- Vaughan, Michael (* 1974), englischer Cricketspieler
- Vaughan, Miles Walter (1891–1949), US-amerikanischer Reporter
- Vaughan, Norman (1905–2005), US-amerikanischer Polarforscher und Schlittenhundeführer
- Vaughan, Peter (1923–2016), britischer Schauspieler
- Vaughan, Peter Rolfe (1935–2008), britischer Geotechnik-Ingenieur
- Vaughan, Philip († 1824), Erfinder
- Vaughan, Rebecca († 1658), englische Alchemistin
- Vaughan, Richard (* 1978), walisischer Badmintonspieler
- Vaughan, Richard Murray (1965–2020), kanadischer Schriftsteller und Künstler
- Vaughan, Robert Charles (* 1945), britischer Mathematiker
- Vaughan, Roger, walisischer Adliger
- Vaughan, Roger William Bede (1834–1883), britischer Ordensgeistlicher und römisch-katholischer Erzbischof von Sydney
- Vaughan, Sarah (1924–1990), US-amerikanische Jazz-Sängerin und PianistinSarah Vaughan (1924–1990)

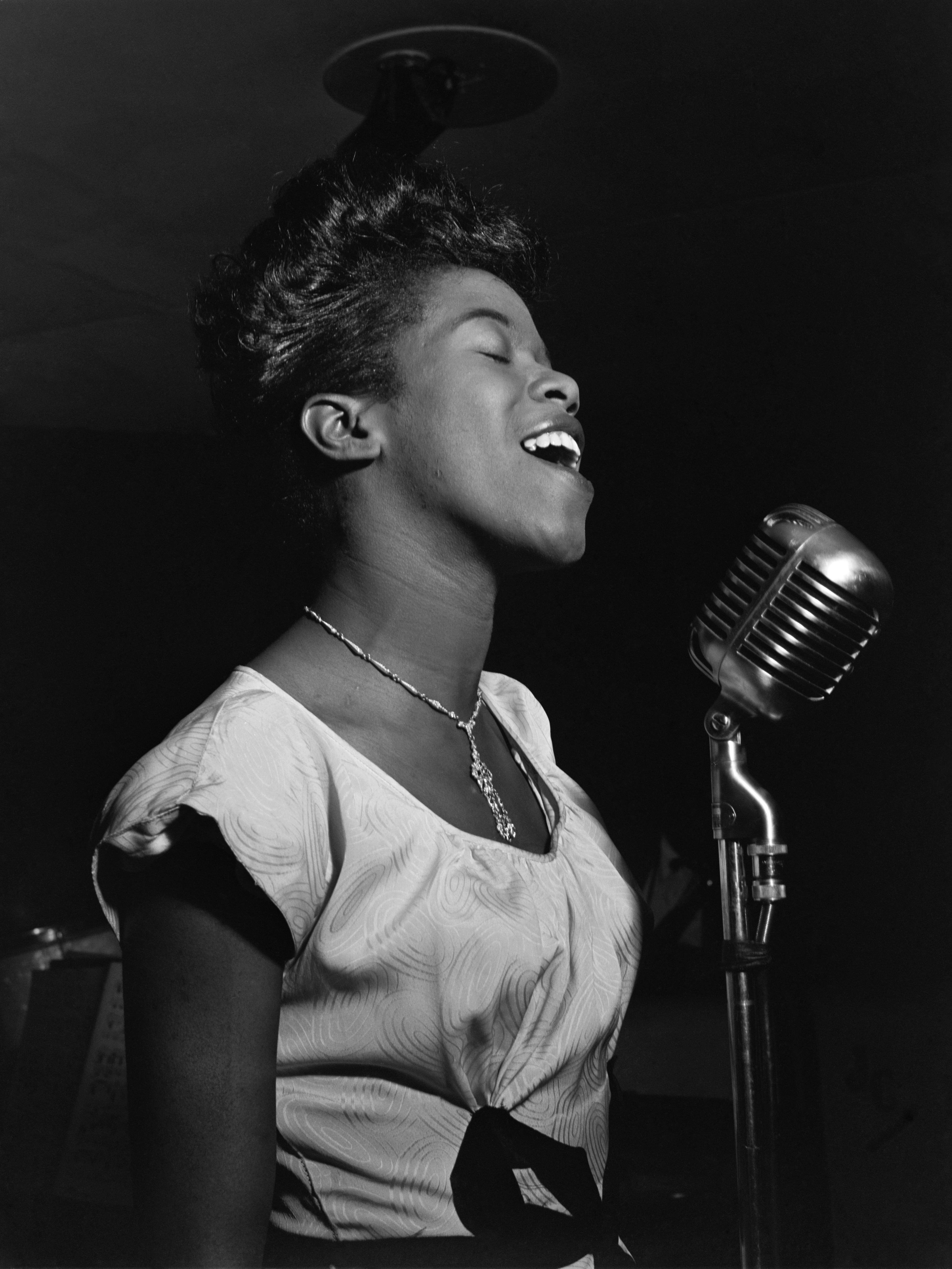
Sarah Vaughan (1924–1990)

- Vaughan, Shelbi (* 1994), US-amerikanische Diskuswerferin
- Vaughan, Stevie Ray (1954–1990), US-amerikanischer Blues- und Bluesrock-Musiker
- Vaughan, T. Wayland (1870–1952), US-amerikanischer Geologe, Meeresbiologe und Paläontologe
- Vaughan, Tara (* 2003), neuseeländische Rennkanutin
- Vaughan, Thomas, walisischer Adliger
- Vaughan, Thomas († 1483), walisischer Militär und Diplomat
- Vaughan, Thomas, britischer Alchemist
- Vaughan, Vernon H. (1838–1878), US-amerikanischer Politiker
- Vaughan, Watkyn († 1456), walisischer Adliger
- Vaughan, Watkyn († 1504), walisischer Adliger
- Vaughan, William, walisischer Militär
- Vaughan, William (1814–1902), englischer römisch-katholischer Bischof von Plymouth
- Vaughan, William Wirt (1831–1878), US-amerikanischer Politiker
- Vaughan-Lawlor, Tom (* 1977), irischer Schauspieler
- Vaughan-Lee, Llewellyn (* 1953), britischer Psychologe, Sufi-Lehrer und Autor einiger Werke über den Sufismus
- Vaughn, Albert C. (1894–1951), US-amerikanischer Politiker
- Vaughn, Billy (1919–1991), US-amerikanischer Musiker und Orchesterleiter
- Vaughn, Carrie (* 1973), US-amerikanische Romance-Autorin
- Vaughn, Cooney (* 1897), US-amerikanischer Bluesmusiker (Piano, Gesang, Posaune)
- Vaughn, Countess (* 1978), US-amerikanische Schauspielerin und Sängerin
- Vaughn, Daleny (* 2001), US-amerikanische Radrennfahrerin
- Vaughn, Darrick (* 1978), US-amerikanischer American-Football-Spieler
- Vaughn, Father Tom (1936–2011), US-amerikanischer Jazzmusiker (Piano) und Priester
- Vaughn, Frank (1902–1959), US-amerikanischer Fußballspieler
- Vaughn, Jack (1920–2012), US-amerikanischer Diplomat
- Vaughn, Jacque (* 1975), US-amerikanischer Basketballspieler
- Vaughn, John (1928–2016), amerikanischer Franziskaner und der 116. Generalminister des Franziskanerordens (1979–1991)
- Vaughn, John C. (1824–1875), US-amerikanischer Politiker
- Vaughn, Kia (* 1987), US-amerikanisch-tschechische Basketballspielerin
- Vaughn, Matthew (* 1971), britischer Filmproduzent, Regisseur, Drehbuchautor und Unternehmer
- Vaughn, Robert (1932–2016), US-amerikanischer Schauspieler
- Vaughn, Scott (* 1990), neuseeländischer Taekwondoin
- Vaughn, Vince (* 1970), US-amerikanischer Schauspieler, Filmproduzent und DrehbuchautorVince Vaughn (* 1970)

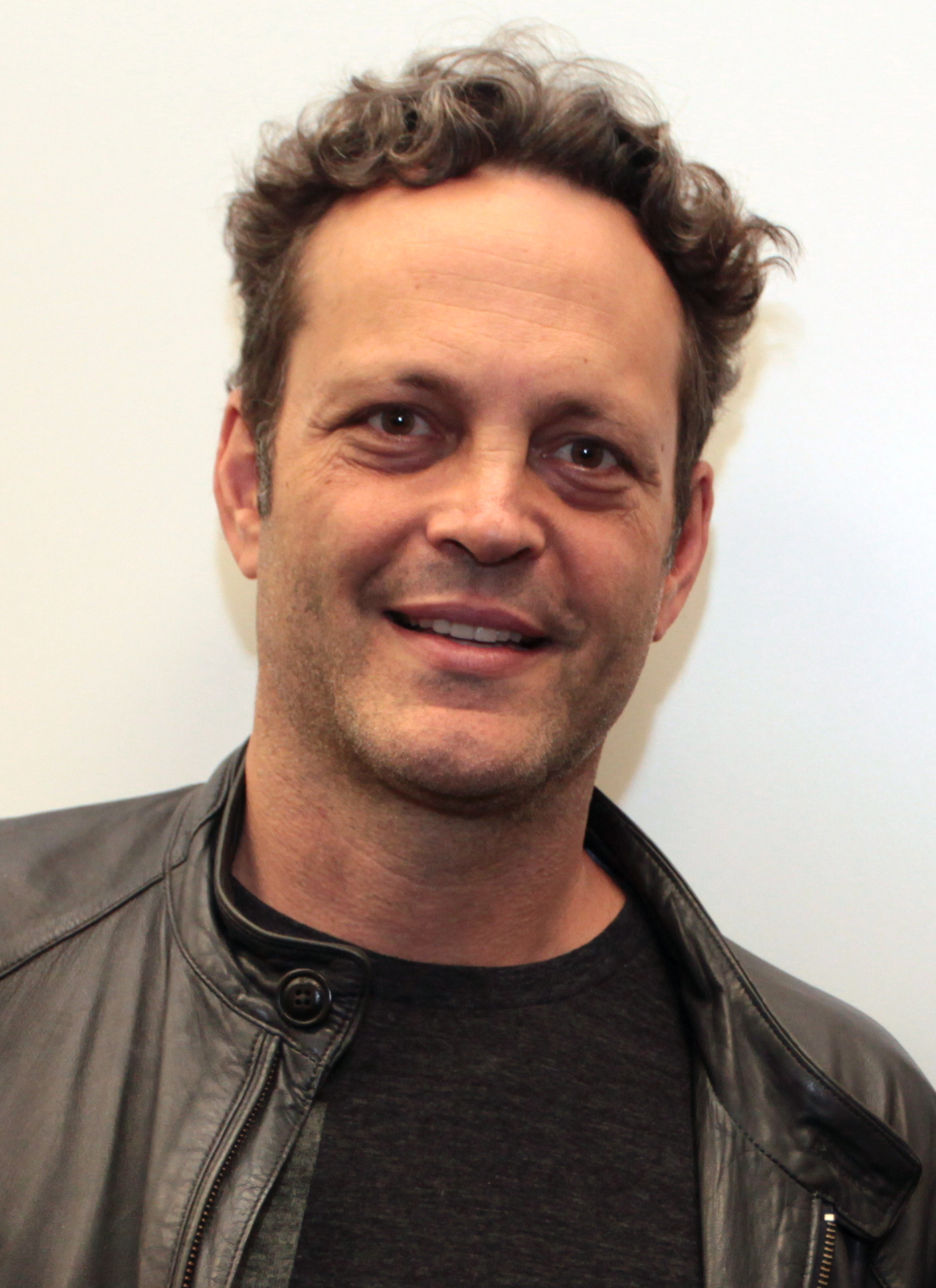
Vince Vaughn (* 1970)

- Vaught, James B. (1926–2013), US-amerikanischer Offizier, Generalleutnant der US-Army
- Vaught, John (1909–2006), US-amerikanischer Football-Coach
- Vaught, Robert (1926–2002), US-amerikanischer mathematischer Logiker
- Vaughters, Jonathan (* 1973), US-amerikanischer Radrennfahrer, Teammanager, Radsportfunktionär
- Vaughton, Howard (1861–1937), englischer Fußballspieler
- Vaugier, Emmanuelle (* 1976), kanadische SchauspielerinEmmanuelle Vaugier (* 1976)

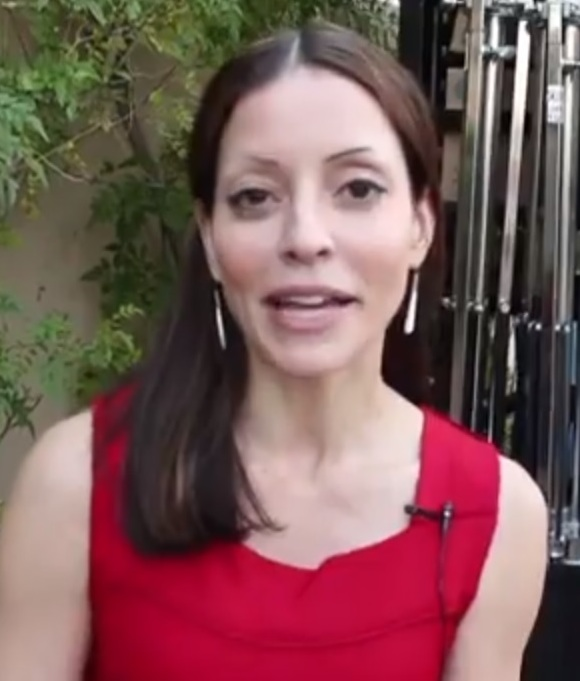
Emmanuelle Vaugier (* 1976)

- Vaugoin, Carl (1873–1949), österreichischer Politiker (CS, VF), Abgeordneter zum Nationalrat
- Vaugrenard, Benoît (* 1982), französischer Radrennfahrer und Sportlicher Leiter
- Vaugrenard, Yannick (* 1950), französischer Politiker (PS), MdEP

### Vauh
- Vauhkonen, Vilho (1877–1957), finnischer Sportschütze
- Vauhnik, Vladimir (1896–1955), jugoslawischer Offizier und Militärattaché, Spion gegen das Deutsche Reich

### Vaul
- Vaular, Lars (* 1984), norwegischer Rapper
- Vaulkhard, Harry (* 1985), britischer Rennfahrer
- Vaultier, französischer Offizier und Militärschriftsteller
- Vaultier, Pierre (* 1987), französischer Snowboarder

### Vaum
- Vaumorière, Pierre Ortigue de (1610–1693), französischer Schriftsteller
- Vaumousse, Maurice (1876–1961), Maler und Geiger

### Vaup
- Vaupel, Christian Gottfried (1762–1824), deutscher Ökonomieinspektor und Abgeordneter
- Vaupel, Christoph (1839–1900), Unternehmer, Mitglied des Provinziallandtages der Provinz Hessen-Nassau
- Vaupel, Dieter (* 1950), deutscher Pädagoge und Politologe
- Vaupel, Egon (* 1950), deutscher Politiker (SPD), Marburger Oberbürgermeister (2005–2015)
- Vaupel, Elisabeth (* 1956), deutsche Chemiehistorikerin
- Vaupel, Friedrich Karl Johann (1876–1927), deutscher Botaniker
- Vaupel, Gudrun (* 1941), deutsche Synchronsprecherin und Schauspielerin
- Vaupel, Hans Georg (1934–2024), deutscher Bildhauer
- Vaupel, Heinrich (1805–1875), deutscher Bürgermeister, Mitglied der kurhessischen Ständeversammlung
- Vaupel, James W. (1945–2022), US-amerikanischer Bevölkerungswissenschaftler
- Vaupel, Karl (1896–1968), deutscher Lehrer, Reformpädagoge und Dichter
- Vaupel, Peter (* 1943), deutscher Arzt und Physiologe
- Vaupel, Peter H. (* 1949), deutscher Sparkassenbetriebswirt und Vorsitzender des Vorstandes der Stadtsparkasse Wuppertal
- Vaupel, Rudolf (1894–1945), deutscher Historiker und Archivdirektor
- Vaupel, Ursula (1928–2018), deutsche Historikerin
- Vaupell, Otto (1823–1899), dänischer Oberst und Militärhistoriker

### Vauq
- Vauquelin des Yvetaux, Nicolas (1567–1649), französischer Dichter
- Vauquelin, Kévin (* 2001), französischer RadsportlerKévin Vauquelin (* 2001)

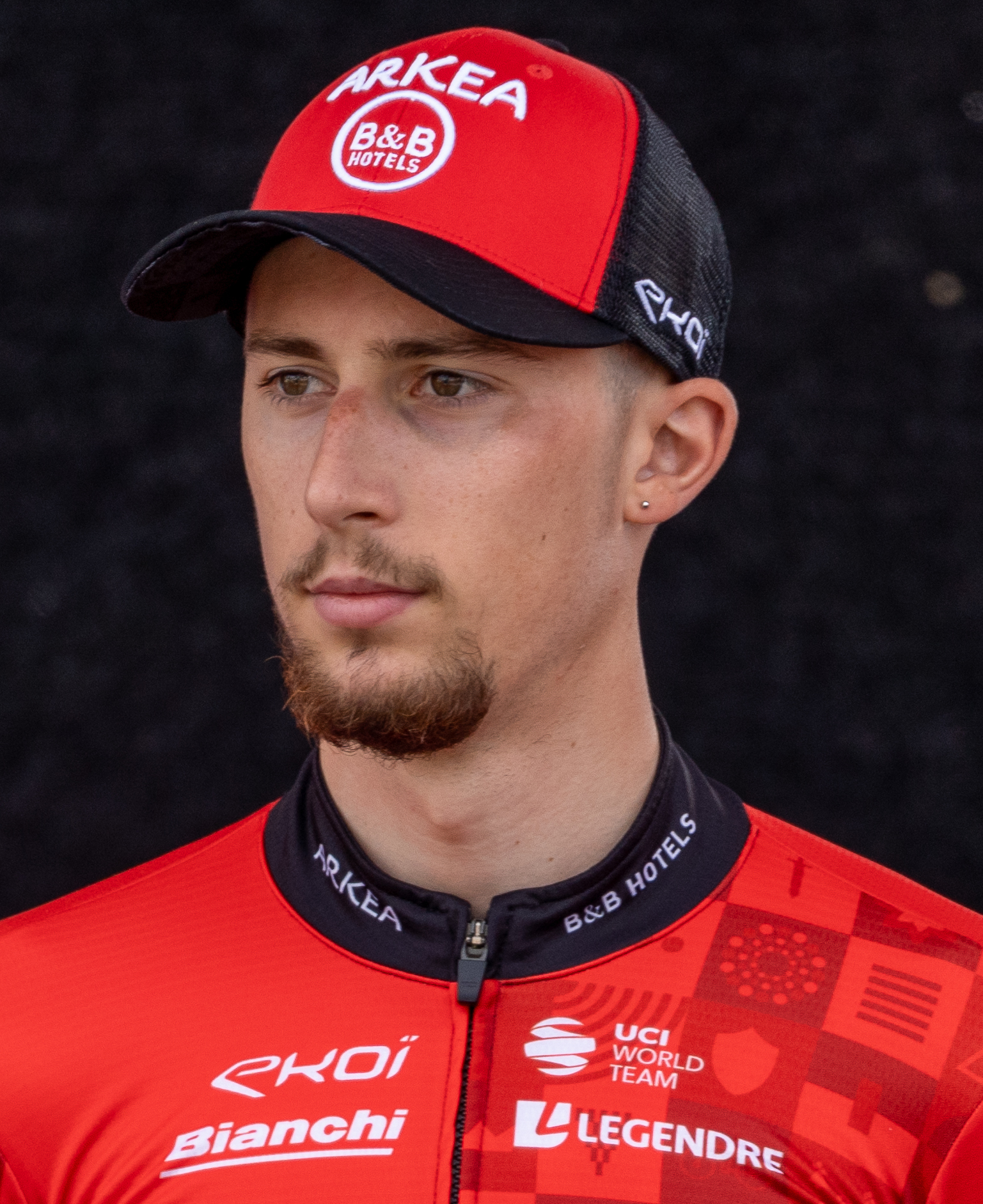
Kévin Vauquelin (* 2001)

- Vauquelin, Louis-Nicolas (1763–1829), französischer Apotheker und Chemiker

### Vaur
- Vaurabourg-Honegger, Andrée (1894–1980), französische Pianistin und Musikpädagogin
- Vaurez, Jean (1897–1981), französischer Autorennfahrer
- Vaurie, Charles (1906–1975), US-amerikanischer Ornithologe, Zoologe und Paläontologe

### Vaus
- Vause, Taylor (* 1991), kanadischer Eishockeyspieler
- Vaussin, Claude (1608–1670), Generalabt des Zisterzienserordens

### Vaut
- Vaut, Konrad († 1516), Vogt von Cannstatt
- Vauth, Carsten (* 1980), deutscher Filmregisseur, Produzent und Drehbuchautor
- Vautherin, Dominique (1941–2000), französischer theoretischer Kernphysiker
- Vauthier, Emile (1864–1946), belgischer Porträtmaler
- Vauthier, Euphémie (1829–1900), französische Schriftstellerin
- Vauthier, Jean (1910–1992), französischer Dramatiker
- Vautier, Ben (1935–2024), französischer KünstlerBen Vautier (1935–2024)

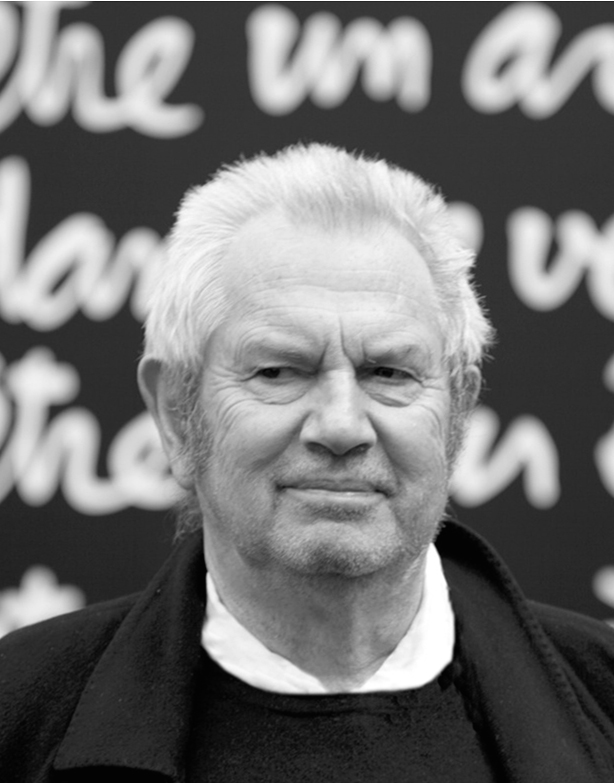
Ben Vautier (1935–2024)

- Vautier, Benjamin (1829–1898), Schweizer Maler
- Vautier, Benjamin (1895–1974), Schweizer Landschafts- und Stilllebenmaler
- Vautier, Claire (* 1999), französische Handballspielerin
- Vautier, Karl (* 1860), deutsch-schweizerischer Porträtmaler der Düsseldorfer Schule
- Vautier, Moïse (1831–1899), Schweizer Schmied, Unternehmer und Politiker
- Vautier, Otto (1863–1919), Schweizer Maler
- Vautier, Paul Louis (1865–1930), Schweizer Kaufmann, Kunstsammler und Numismatiker
- Vautier, René (1928–2015), französischer Dokumentarfilmer und Regisseur
- Vautier, Tristan (* 1989), französischer Automobilrennfahrer
- Vautmans, Hilde (* 1972), belgische Politikerin, MdEP
- Vautort, Ralph de, englischer Adliger
- Vautort, Roger de, englischer Adliger
- Vautort, Roger de († 1206), englischer Adliger
- Vautravers, Jean-Rodolphe (1723–1800), schweizerisch-englischer Naturforscher und Kunsthändler
- Vautrey, Louis (1829–1886), Schweizer römisch-katholischer Geistlicher und Historiker
- Vautrin, Catherine (* 1960), französische Politikerin
- Vautrin, Jean (1933–2015), französischer Autor und Regisseur
- Vautrinot, Suzanne M., US-amerikanische Offizierin, Generalmajor der US Air Force
- Vautrot, Michel (* 1945), französischer Fußballschiedsrichter und -funktionär

### Vauv
- Vauvenargues, Marquis de, Luc de Clapiers (1715–1747), französischer Philosoph, Moralist und SchriftstellerLuc de Clapiers, Marquis de Vauvenargues (1715–1747)

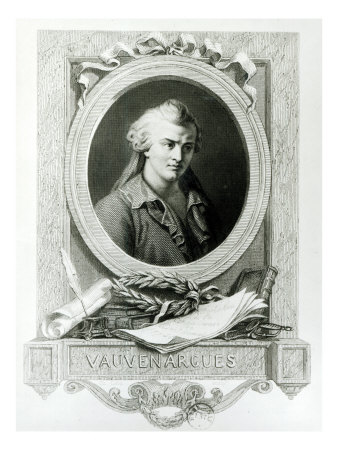
Luc de Clapiers, Marquis de Vauvenargues (1715–1747)

### Vaux
- Vaux Saint Cyr, Christian Carra de (1888–1954), französischer Diplomat
- Vaux, Alfons de (1854–1918), sächsischer Generalleutnant
- Vaux, Bernard Carra de (1867–1953), französischer Arabist und Mathematikhistoriker
- Vaux, Calvert (1824–1895), amerikanischer Architekt und Landschaftsgärtner
- Vaux, Clotilde de (1815–1846), französische Muse des Positivismus und der Religion des Positivismus
- Vaux, John de († 1287), englischer Adliger und Beamter
- Vaux, Nicolas, 1. Baron Vaux of Harrowden († 1523), englischer Peer und Politiker
- Vaux, Richard (1816–1895), US-amerikanischer Politiker
- Vaux, Roland de (1903–1971), französischer Ordensgeistlicher, Bibelwissenschaftler und Archäologe
- Vaux, Thiery de (1748–1820), österreichischer General und Festungsbauer
- Vaux, William († 1471), englischer Ritter
- Vauxcelles, Louis (1870–1943), französischer Kunstkritiker

### Vauz
- Vauzelle, Michel (* 1944), französischer Politiker
- Vauzelles, Jean de (1495–1563), französischer Humanist und Dichter